# Ramu-Regenbogenfisch
Der Ramu-Regenbogenfisch (Glossolepis ramuensis) ist ein Süßwasserfisch aus dem nördlichen Papua-Neuguinea. Er wurde zuerst 1983 gesammelt und 1985 vom australischen Ichthyologen Allen wissenschaftlich beschrieben.

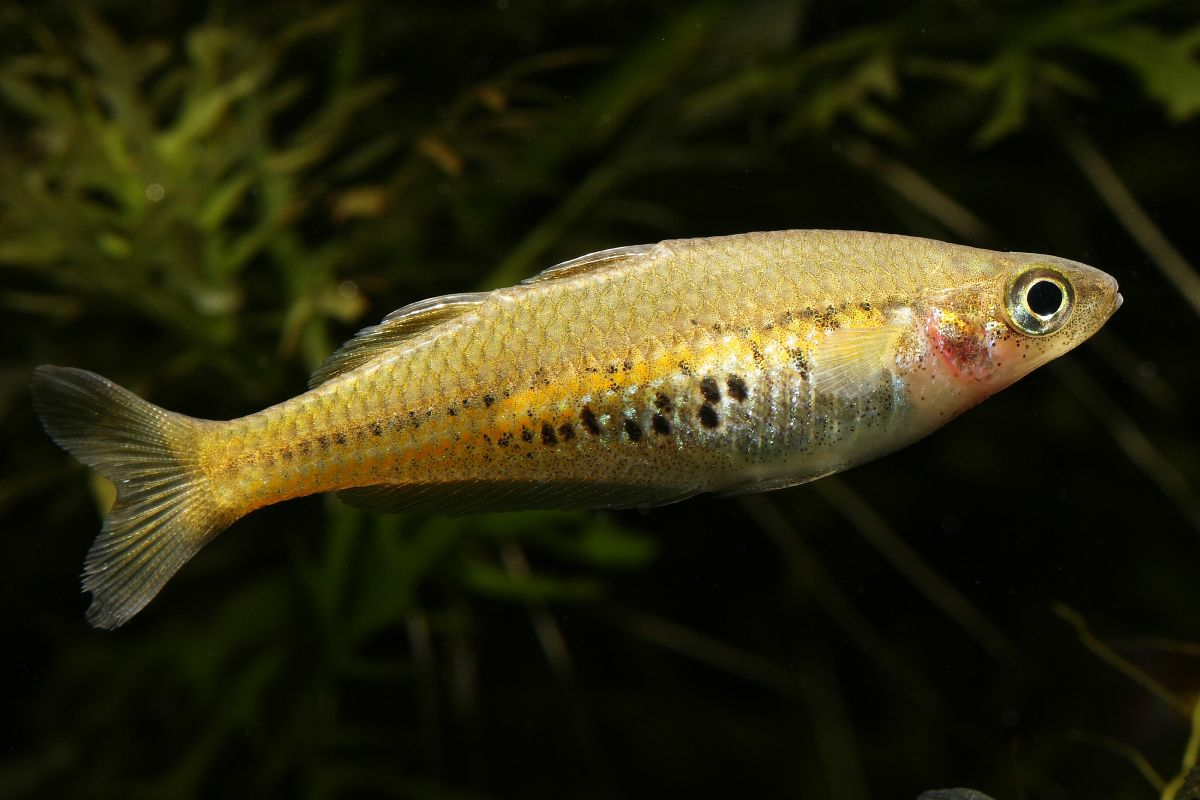
Weibchen

## Merkmale
Die Männchen des Ramu-Regenbogenfisches sind grünlich-braun bis lilafarben auf dem Rücken und weißlich oder mauve auf der Bauchseite mit schwarzen Flecken. Sie weisen mehrere dünne horizontale gelblich-orange Linien auf der Seite auf, die im Bereich der Körpermitte und am Körperende am lebhaftesten gefärbt sind. Ausgewachsene Männchen sind größer und hochrückiger als die blasseren, überwiegend gold-gelb gefärbten Weibchen. Die erste Rückenflosse der Männchen überragt im angelegten Zustand den Ansatz der zweiten Rückenflosse. Die Art wird etwa acht Zentimeter groß, selten bis zu zehn Zentimeter.
Der Ramu-Regenbogenfisch erinnert, genauso wie der nah verwandte Gefleckte Regenbogenfisch, eher an Arten aus der Gattung Melanotaenia als aus der Gattung Glossolepis. Auch nach genetischen Untersuchungen gehört er in die Gattung Melanotaenia mit Melanotaenia affinis und Melanotaenia iris als weiteren engen Verwandten.

## Vorkommen und Lebensraum
Die Art ist nur aus dem Oberlauf des Ramu und Zuflüssen des Gogol, in der Nähe von Madang, bekannt.
Lebensraum sind Regenwaldbäche mit klarem Wasser, steinigem Bodengrund und sehr wenig Unterwasservegetation. Manchmal tritt der Ramu-Regenbogenfisch gemeinsam mit Chilatherina campsi und Melanotaenia affinis auf. Die Temperaturen betragen 26 bis 29 °C und die pH-Werte liegen im Bereich von 7,4 bis 7,9.